# Skateboarding en los Juegos Olímpicos de Tokio 2020
El skateboarding en los Juegos Olímpicos de Tokio 2020 se realizó en el Parque Deportivo Urbano de Ariake de Tokio el 25 de julio y el 5 de agosto de 2021.
En este deporte nuevo en el programa olímpico, fueron disputadas cuatro pruebas diferentes, dos masculinas y dos femeninas.

## Medallistas

### Masculino
| Evento               | Oro                                | Plata                                | Bronce                                     |
| -------------------- | ---------------------------------- | ------------------------------------ | ------------------------------------------ |
| Calle (25 de julio)  | Yuto Horigome · Japón · 37,18 pts. | Kelvin Hoefler · Brasil · 36,15 pts. | Jagger Eaton · Estados Unidos · 35,35 pts. |
| Parque (5 de agosto) | Keegan Palmer · Australia · 95,83  | Pedro Barros · Brasil · 86,14        | Cory Juneau · Estados Unidos · 84,13       |

### Femenino
| Evento               | Oro                                 | Plata                             | Bronce                             |
| -------------------- | ----------------------------------- | --------------------------------- | ---------------------------------- |
| Calle (26 de julio)  | Momiji Nishiya · Japón · 15,26 pts. | Rayssa Leal · Brasil · 14,64 pts. | Funa Nakayama · Japón · 14,49 pts. |
| Parque (4 de agosto) | Sakura Yosozumi · Japón · 60,09     | Kokona Hiraki · Japón · 59,04     | Sky Brown · Reino Unido · 56,47    |

## Medallero
| Núm. | País           | Oro | Plata | Bronce | Total |
| ---- | -------------- | --- | ----- | ------ | ----- |
| 1    | Japón          | 3   | 1     | 1      | 5     |
| 2    | Australia      | 1   | 0     | 0      | 1     |
| 3    | Brasil         | 0   | 3     | 0      | 3     |
| 4    | Estados Unidos | 0   | 0     | 2      | 2     |
| 5    | Reino Unido    | 0   | 0     | 1      | 1     |
|      | TOTAL          | 4   | 4     | 4      | 12    |